# .bm
.bm е интернет домейн от първо ниво за Бермудските острови. Официално правата за администриране са дадени през март 1993 на колежа на Бермудските острови и са предадени по-късно на Основния регистратор на Бермудитте, който е дефакто управител на домейна .BM през 2007.